# Сергейчук, Олег Анатольевич
Оле́г Анато́льевич Сергейчу́к (укр. Олег Анатолійович Сергейчук; 8 декабря 1966, Севастополь — 5 ноября 2016, Киев) — украинский правовед. Заслуженный юрист Украины. Специалист в области административного права и процесса, финансового, информационного права. Соискатель учёной степени кандидата юридических наук по специальности «административное право и процесс». С 21 сентября 2010 года и до конца жизни занимал должность судьи Конституционного Суда Украины.

## Биография
Трудовую деятельность начал в 1987 году матросом II класса СПС «Кача» спасательной станции, работал почтальоном. Проходил срочную военную службу. После окончания в 1991 году Одесского государственного университета имени И. И. Мечникова работал стажёром Нахимовского районного народного суда г. Севастополя.
В 1992—1993 годах — исполняющий обязанности народного судьи Нахимовского районного народного суда г. Севастополя. С 1993 года по 2002 год — судья, заместитель председателя Нахимовского районного народного суда г. Севастополя. С 2002 года по 2005 год — начальник Севастопольского городского управления юстиции. С января по декабрь 2005 года — судья Киевского межобластного апелляционного хозяйственного суда. С 2006 по 2010 год — судья Высшего административного суда Украины, Председатель квалификационной комиссии судей административных судов Украины. Участник рабочей группы Высшего административного суда Украины о внесении изменений в Кодекс административного судопроизводства Украины.
В сентябре 2010 года X съездом судей Украины избран на должность судьи Конституционного Суда Украины.
Автор ряда научных публикаций, в том числе по вопросам административно-правового обеспечения законности в системе государственного управления.
5 ноября 2016 года скончался после продолжительной тяжёлой болезни. Похоронен 7 ноября 2016 года на 33 участке Байкового кладбища.

## Знаки отличия
- Заслуженный юрист Украины[2]
- Почётная грамота Кабинета министров Украины.